# Lý Duy Hán
Lý Duy Hán (giản thể: 李维汉; phồn thể: 李維漢; bính âm: Lǐ Wéihàn; 2 tháng 6 năm 1896 — 11 tháng 8 năm 1984) là chính trị gia người Trung Quốc của Đảng Cộng sản Trung Quốc. Ông là hiệu trưởng đầu tiên của Trường Đảng Trung ương Đảng Cộng sản Trung Quốc, trung tâm đào tạo cao nhất cho công nhân đảng và lãnh đạo. Lý Duy Hán là hiệu trưởng từ năm 1933 đến năm 1935 và một lần nữa từ năm 1937 đến năm 1938. Ông là Ủy viên Bộ Chính trị Đảng Cộng sản Trung Quốc khóa VI. Từ năm 1982, ông giữ chức Phó Chủ nhiệm Ủy ban Cố vấn Trung ương Đảng Cộng sản Trung Quốc, mà chủ nhiệm là Đặng Tiểu Bình. Ông qua đời khi còn đương chức vào tháng 8 năm 1984.